# Osterwitz
Osterwitz là một đô thị thuộc huyện Deutschlandsberg thuộc bang Steiermark, nước Áo. Đô thị Osterwitz có diện tích 45,36 km², dân số thời điểm cuối năm 2005 là 158 người.